# Kana Osafune
Kana Osafune (長船 加奈 Osafune Kana?), född 16 oktober 1989, är en japansk fotbollsspelare som spelar för Urawa Reds.
Kana Osafune spelade 15 landskamper för det japanska landslaget.